# Lake Oswego, Oregon
Lake Oswego hay nghĩa là Hồ Oswego (IPA: ɔs wiː ɡo) là một thành phố của Quận Clackamas tiểu bang Oregon, Hoa Kỳ. (Nhiều phần nhỏ của thành phố mở rộng vào trong địa phận của Quận Multnomah về phía bắc và Quận Washington về phía tây.) Nó nằm ở phía nam thành phố Portland và vây quanh Hồ Oswego tư hữu rộng 405-mẫu Anh (1,6 km²). Theo Điều tra Dân số Hoa Kỳ năm 2000, thành phố có tổng dân số là 35.278. Ước tính năm 2006 là 36.350 cư dân.
Lake Oswego là một trong các khu ngoại ô giàu có nhất của Portland. Năm 2000, thành phố có lợi tức trung bình là 71.597 đô la Mỹ, tăng cao từ 57.499 đô la năm 1990. Ngoài ra, giống như những phần còn lại của vùng đại đô thị Portland, giá nhà tăng nhanh (tính đến tháng 6 năm 2006); giá trị trung bình năm 2000 là 296.200 đô la, gấp hai lần giá trị năm 1990 (142.600 đô la). Thành phố có một số nhà cửa đất đai giá cao nhất tiểu bang, đặc biệt là nhà nhìn ra hồ.

## Địa lý
Theo Cục Điều tra Dân số Hoa Kỳ, thành phố có tổng diện tích là 28,4 km² (10,9 mi²). 26,8 km² (10,4 mi²) là đất và 1,6 km² (0,6 mi²) là nước. Tổng diện tích nước chiếm 5,57% diện tích thành phố.
Hồ Oswego là một hồ chứa nước tư hữu (là một hồ tự nhiên xưa kia được nông ra, được người bản thổ châu Mỹ Clackamas đặt tên là Waluga (thiên nga hoang)  Lưu trữ ngày 9 tháng 2 năm 2012 tại Wayback Machine) được Công ty Hồ Oswego quản trị.  Nhà có cảnh Hồ Oswego và bờ hồ rất mắc và nhiều người muốn tìm mua. Hồ này có thể chạy tàu thuyền. Có một bến đậu thuyền ở phía đông nơi những người có tàu thuyền có thể bước lên bờ và đi bộ đến các khu thương mại gần đó. Những con kênh mở rộng ra từ hồ là do người di dân Trung Hoa đào trong đầu thể kỷ trước.
Cứ mỗi 5 năm đến 10 năm, mực nước trong hồ được hạ xuống bằng cách mở cổng đập và để nước chảy vào Lạch Oswego và tiếp tục ra sông Willamette. Việc này giúp cho những chủ tài sản ở trước hồ tiến hành sửa chữa những bến tàu thuyền và nhà chứa tàu thuyền. Lần mới nhất hồ được hạ nước là tháng 10 năm 2006.
Thành phố mở rộng tới Núi Sylvania và đi qua Lake Grove về phía Tualatin.

## Thành phố kết nghĩa
Lake Oswego có hai thành phố kết nghĩa:
- Pucon, Chile[4]
- Yoshikawa, Nhật Bản[5]